# Rain (sång)
Rain är en singel/låt släppt av den brittiska rockgruppen Status Quo 6 februari 1976 på skivbolaget Vertigo.
Låten är skriven av gitarristen och sångaren Rick Parfitt.
Från början var det tänkt att låten skulle vara med på albumet On the Level men Parfitt hade inte skrivit färdigt låten i tid. Låten kom med på skivan Blue for You ett år senare istället.
B-sidan på singeln hette You Lost The Love och skrevs av Francis Rossi och Bob Young.
Den var inte med på något album.

## Instrumentsättning
- Rick Parfitt - sång, rythmgitarr
- Francis Rossi - sologitarr
- Alan Lancaster - bas
- John Coghlan - trummor

## Album som låten finns på
- Blue for You (1976)
- Live (1976)
- 12 Gold Bars (1980)
- Rocking All Over The Years (1991)
- "Whatever You Want" - the Very Best Of Status Quo (1997)
- XS All Areas - The Greatest Hits (2004)